# Toucan (constellation)
Tucana
Pour les articles homonymes, voir Toucan (homonymie).
Le Toucan est une constellation de l'hémisphère sud, légèrement plus lumineuse que les autres constellations de cette partie du ciel austral.

## Histoire
Inventée par les navigateurs néerlandais Pieter Dirkszoon Keyser et Frederick de Houtman à la fin du XVIe siècle, elle fut popularisée par Johann Bayer lors de la publication de son Uranometria en 1603.

## Observation des étoiles

Visibilité nocturne de la constellation.

### Localisation de la constellation
Le Toucan est situé sur l'alignement entre Achernar (terminal d'Éridan) et l'étoile principale du Paon, α Pav.

### Forme de la constellation
Il est difficile d'y reconnaître un Toucan.
Un premier groupe assez faible forme trois étoiles en formation serrée, en arc de cercle, au SO de Achernar. Ce sont (du Nord au Sud) β, ζ et ε tuc. 
Un deuxième groupe plus ample forme un grand triangle, à l'Ouest du précédent. Ce sont γ (au Nord), α (au SO) et δ tuc (au SE).
Bien qu'appartenant au Toucan, le petit nuage de Magellan est situé sur l'alignement entre α et β de l'Hydre mâle.

## Étoiles principales
L'étoile la plus brillante du Toucan, α Tucanae, se situe à la queue de l'oiseau et atteint la magnitude apparente de 2,87. 
γ Tucanae est une étoile géante de type spectral F1III d'une magnitude de 3,99.
κ Tucanae (Kappa Tucanae) est une étoile quadruple située à environ 66,6 années-lumière de la Terre. La magnitude apparente combinée du système est de +4,25.
HD 216437 possède une planète qui orbite autour d'elle tout comme HD 4308.

## Objets célestes
Cette constellation contient surtout le Petit Nuage de Magellan, une galaxie irrégulière satellite de notre Voie lactée.
On y trouve également deux amas globulaires. 47 Tucanae (également nommé NGC 104) en est l'un des plus brillants qui soient observables, étant aisément visible à l'œil nu avec sa magnitude apparente de 4,1. NGC 362 apparaît quant à lui au nord du Petit Nuage de Magellan.